# Järvamaa
Järvamaa (in estone Järva maakond) è una delle 15 contee dell'Estonia, situata nella parte centrale del Paese.
Confina a nord con la contea di Harjumaa, a est con Lääne-Virumaa, a sud est con Jõgevamaa, a sud con Viljandimaa, a sud ovest con Pärnumaa e a ovest con Raplamaa.

## Geografia antropica
La contea è divisa in 12 comuni tutti rurali (in estone vald).
Nel 2017 è entrato a far parte della contea anche l'ex comune di Käru (della contea di Raplamaa) essendo stato inglobato nel comune di Türi.

### Comuni rurali
- Järva
- Paide
- Türi

### Comuni soppressi nel 2017

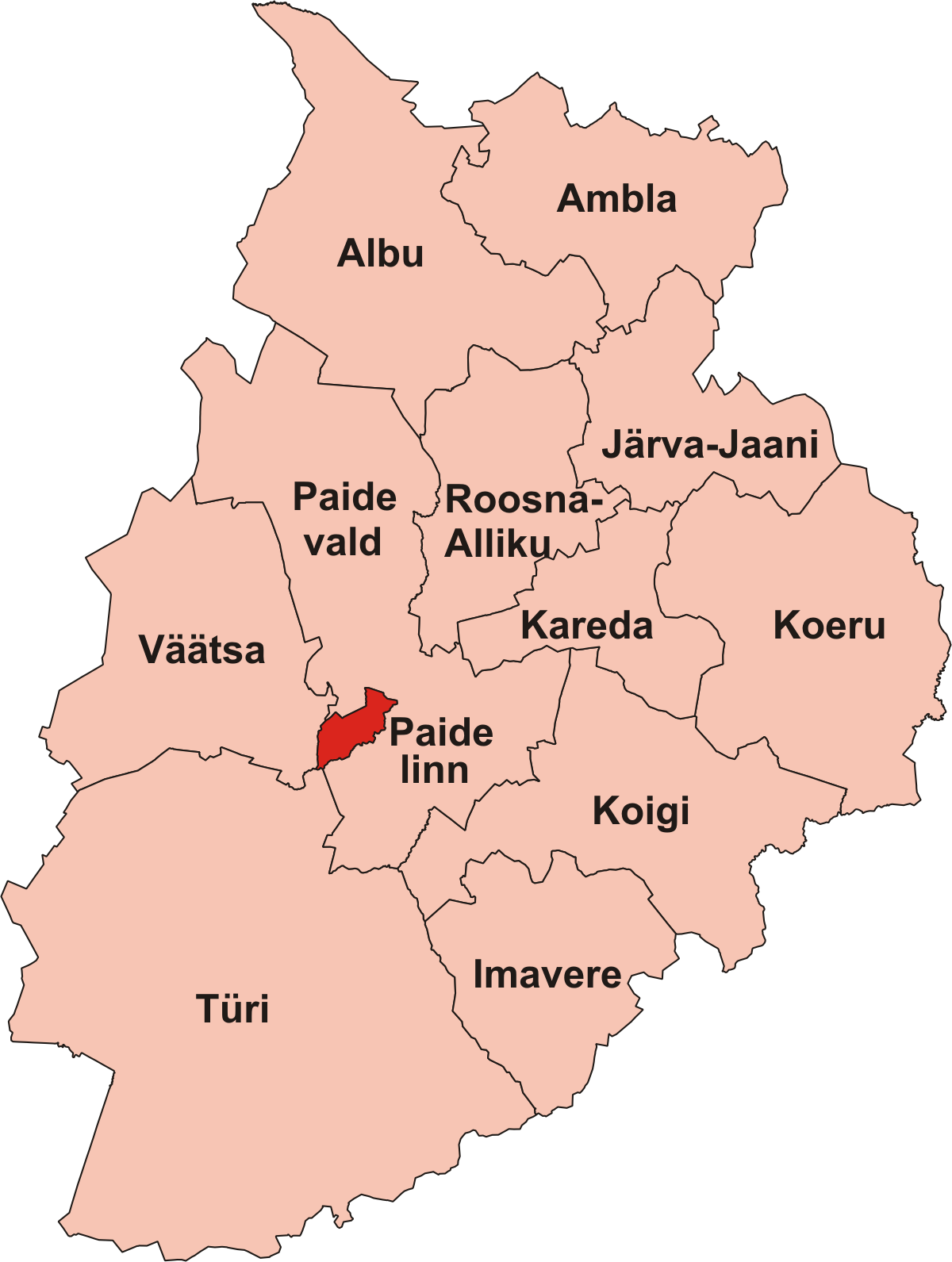
I comuni nella contea di Järvamaa prima del 2017

Nel 2017, in seguito a una riforma amministrativa, sono stati soppressi i seguenti comuni:
- Albu, Ambla, Imavere, Järva-Jaani, Kareda, Koeru e Koigi; fusi nel nuovo comune di Järva.
- Paide (comune rurale) e Roosna-Alliku; inglobati nel comune di Paide.
- Väätsa; inglobato (insieme a Käru) nel comune di Türi.

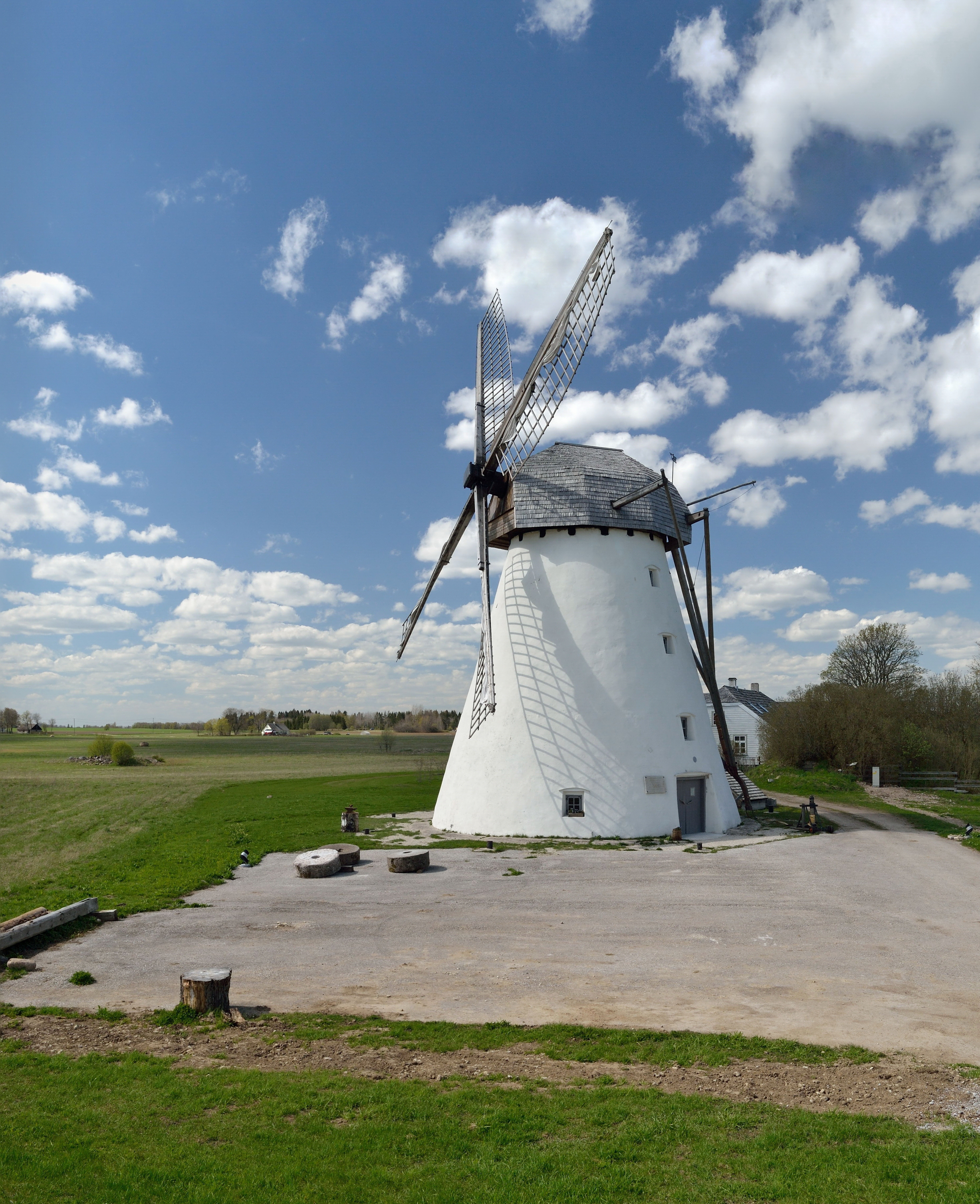
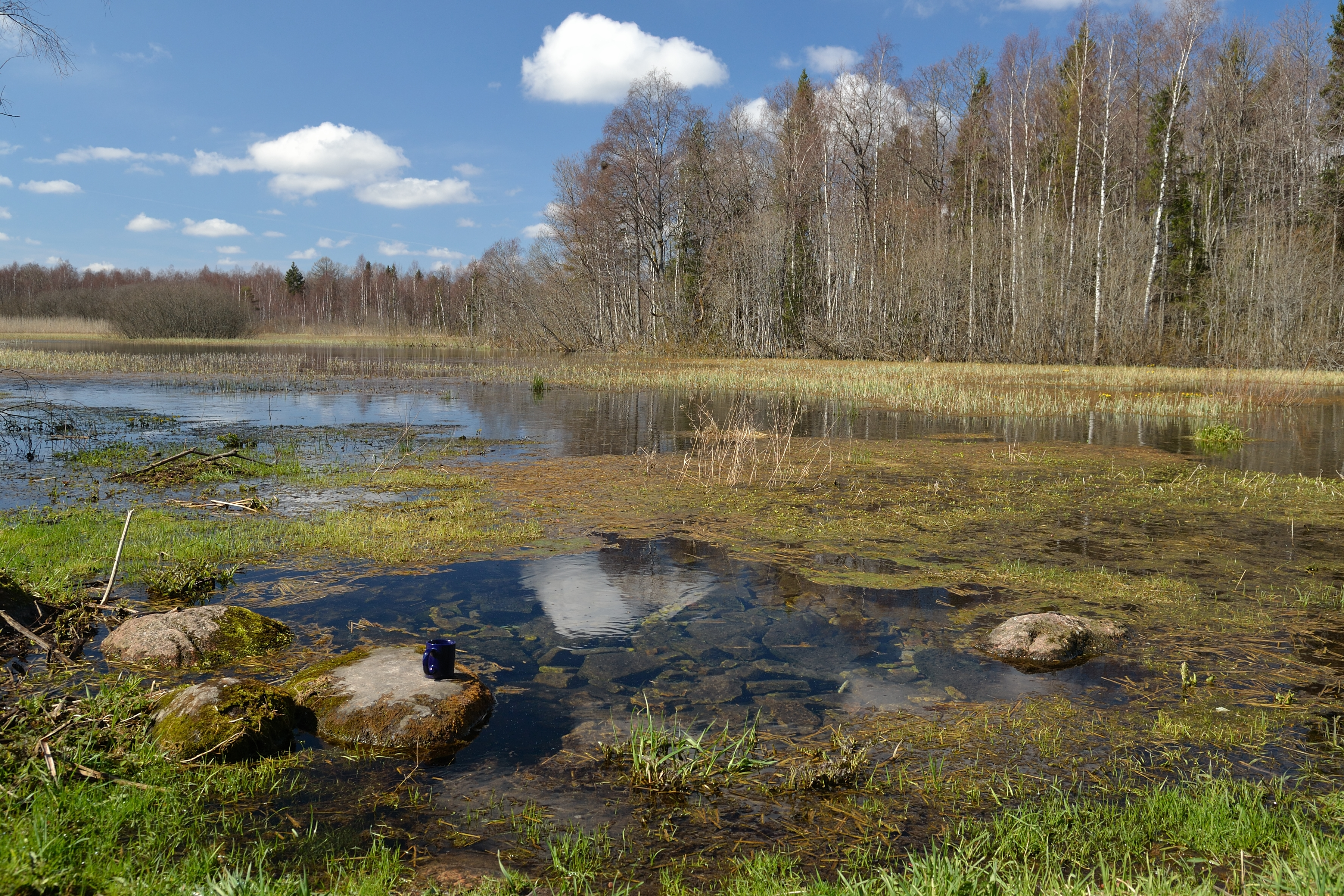
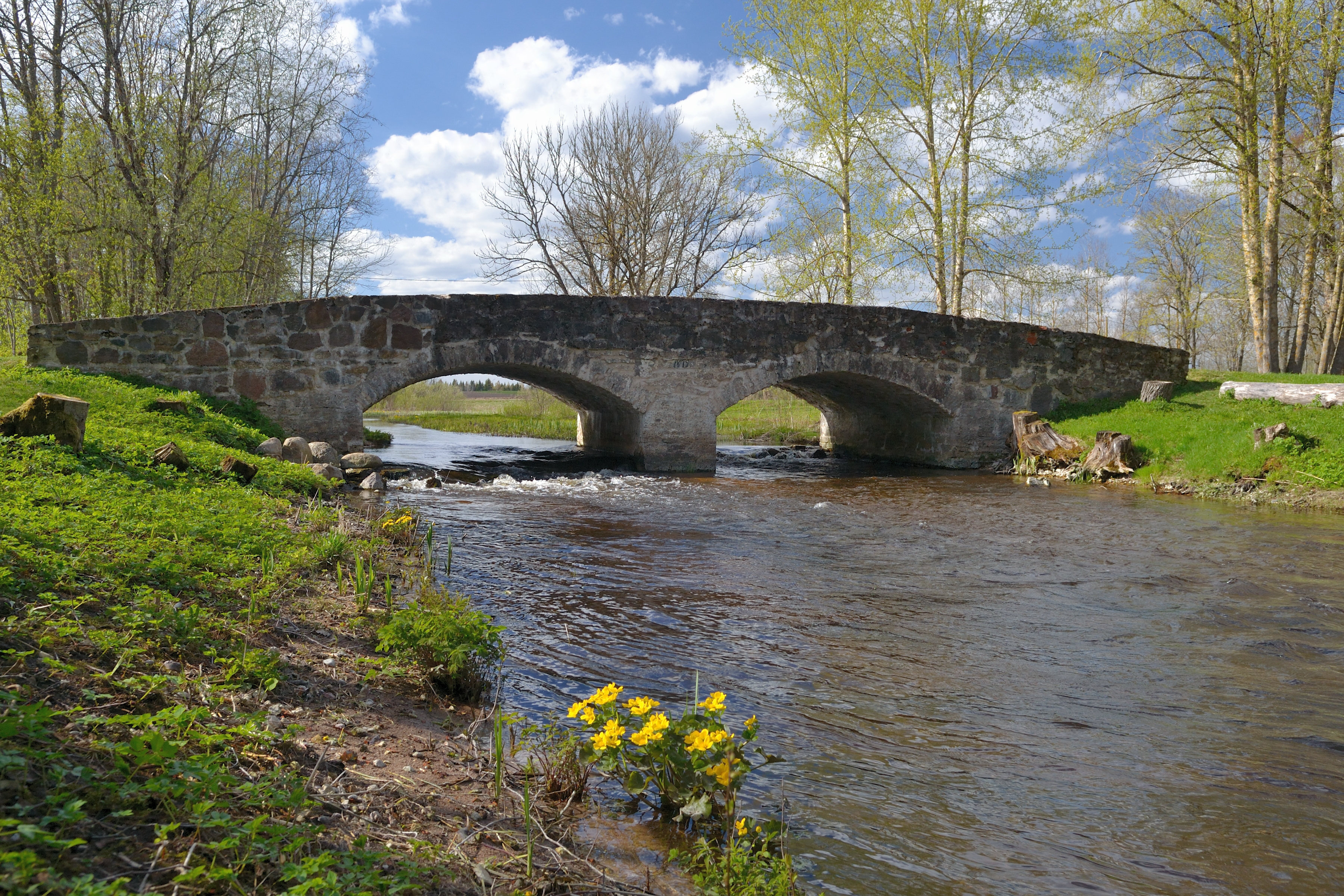
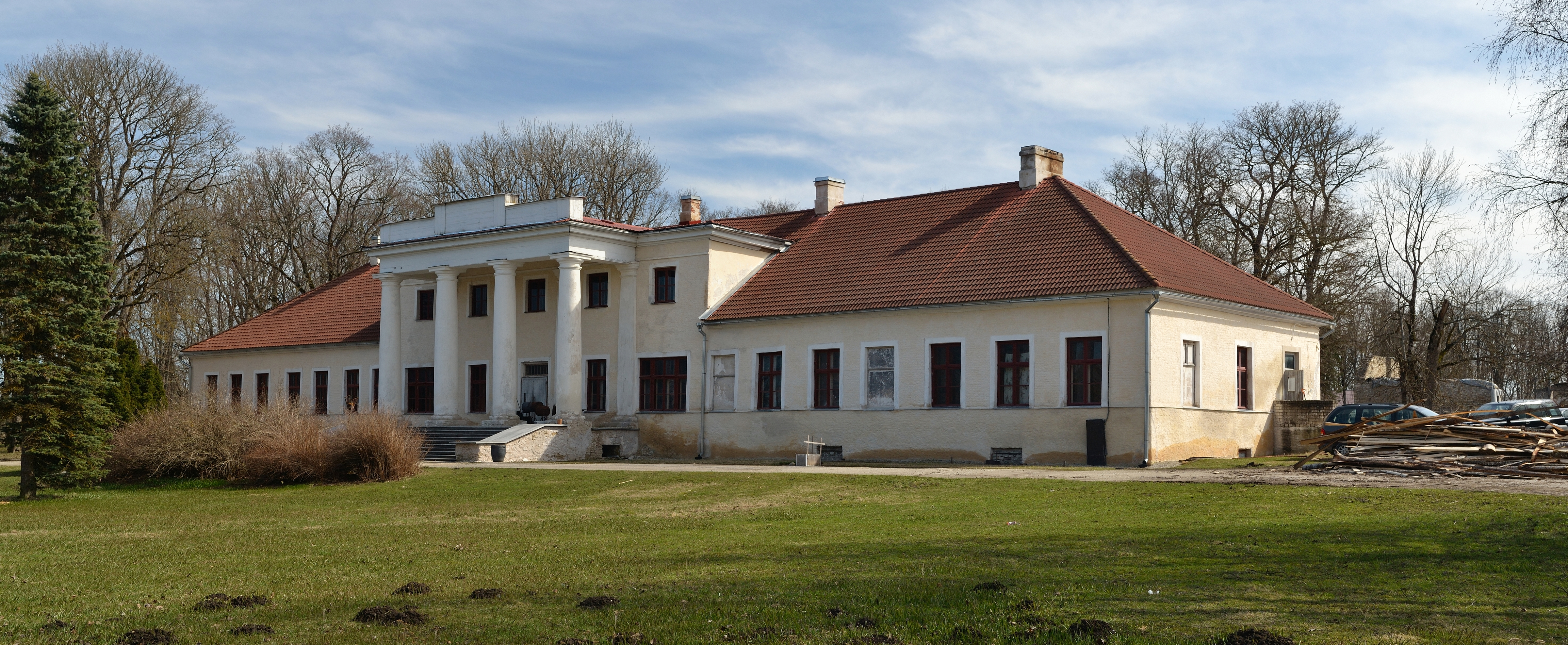
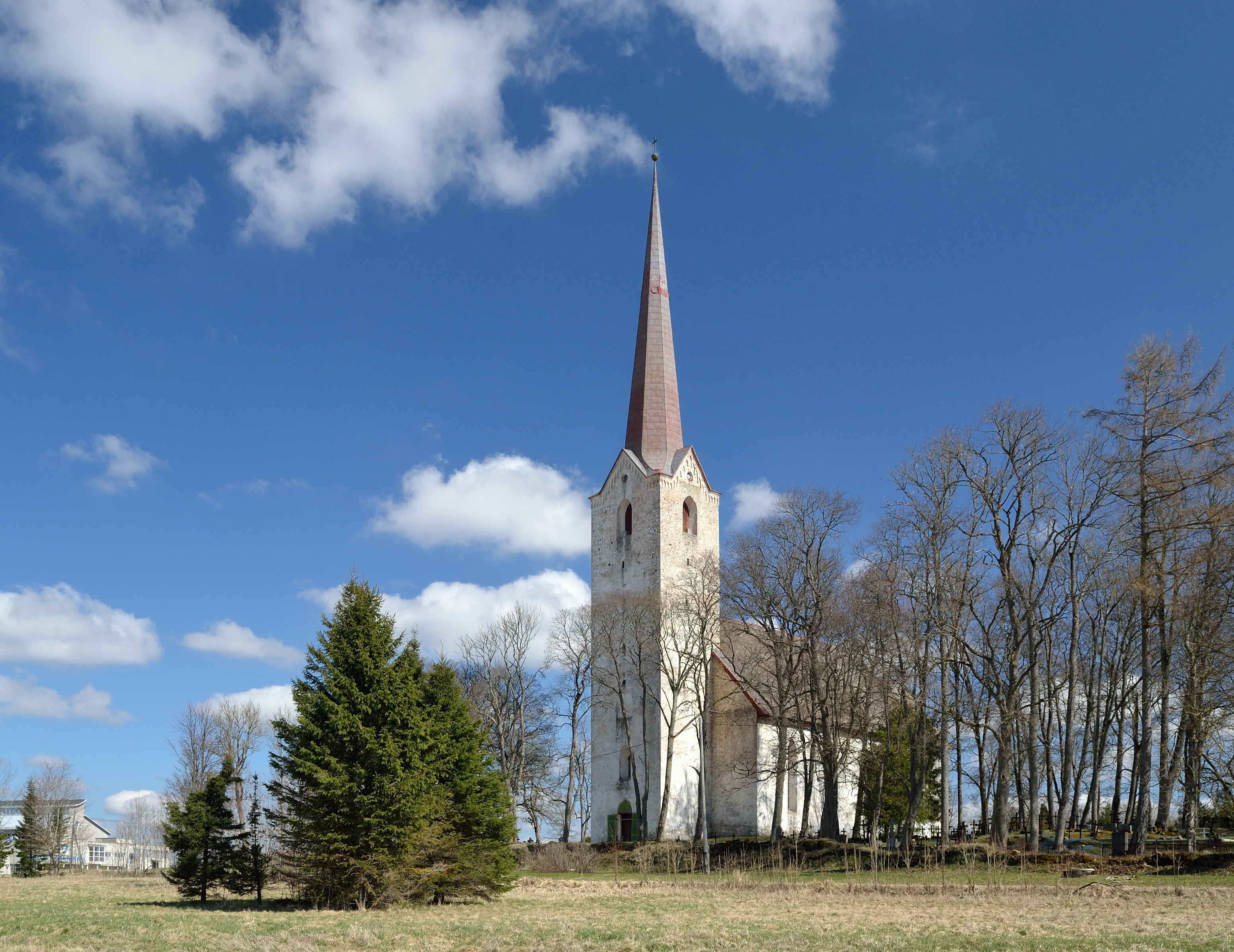
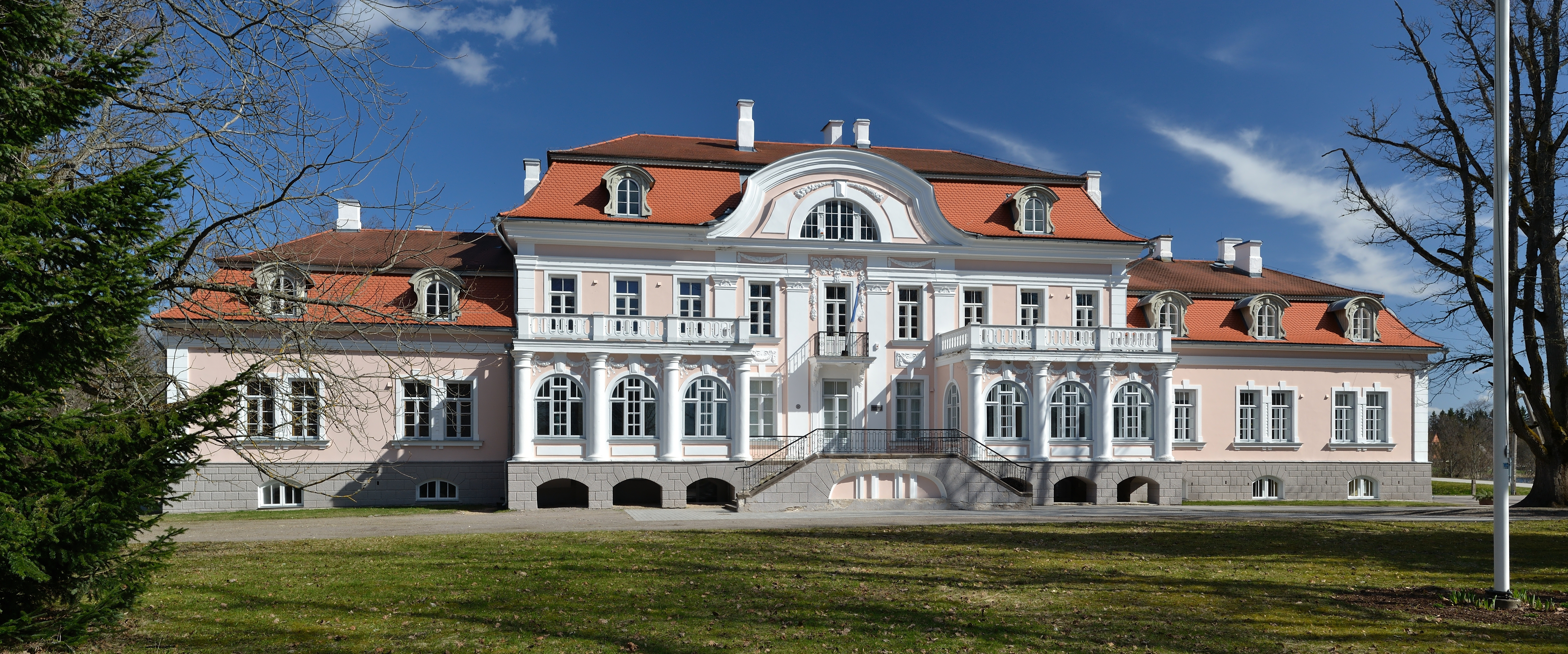